# Musiklehre
Unter Musiklehre versteht man die theoretischen Grundlagen der Musik und die Formen- oder Kompositionslehre, wobei dies dadurch eingegrenzt wird, dass Musiklehre explizit den im Musikunterricht vermittelten Stoff bezeichnet. Erstere umfassen:
- Allgemeine Musiklehre (Notenschrift, Tonbenennung, Tonstufen und Tonarten)
- Rhythmik, Takt- und Zeitmaße
- Harmonielehre
- Kontrapunkt
- Instrumentation.